# 绿洲街道
绿洲街道，原为城关镇，是中华人民共和国河南省商丘市民权县下辖的一个街道办事处。

## 行政区划
绿洲街道下辖以下村级行政区划单位：
治安路社区、东方社区、西郊社区、经济路社区、东郊社区、工农路社区、工业区社区、文化路社区、农场社区、史村铺村、大陈庄村、老城村、睢南村、张文卿村、任庄村、小铺村、常庄寨村、亓堂村、刘庄村、李庄村、赵沙沃村、睢州坝村、吕大村、甘庄村、断堤头村和吴庄村。